# Gélose CLED

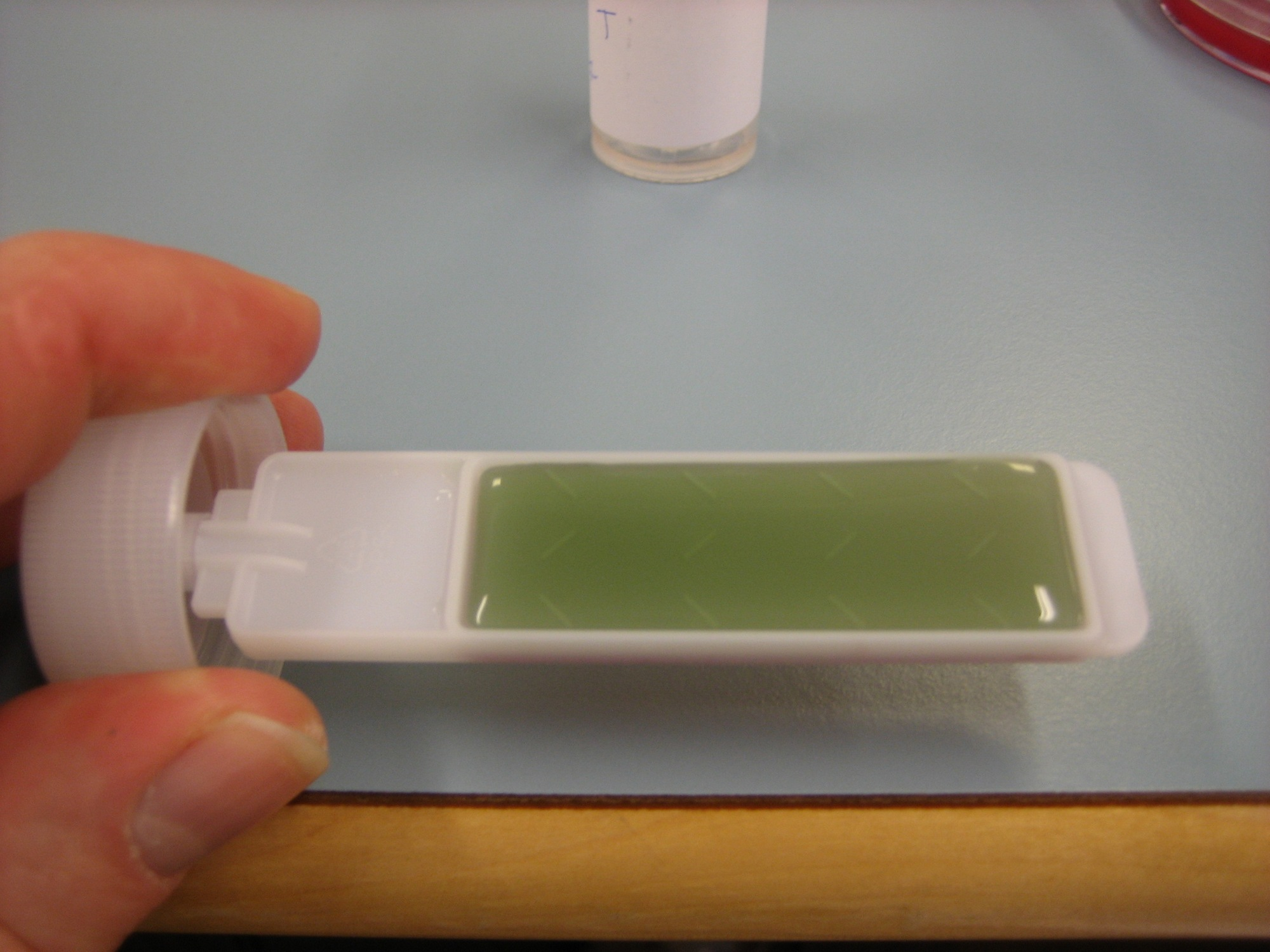
Exemple d'une culture en milieu CLED

Le gélose CLED (sigle anglais cystine–lactose–electrolyte-deficient [agar], « [gélose] cystine-lactose pauvre en électrolytes ») est un milieu de culture bactériologique généralement utilisé dans le cadre de l'examen cytobactériologique des urines (ECBU). Il permet la culture des germes urinaires (flore commensale comprise) ainsi que leur numération.
Cette numération est effectuée par réalisation d'un ensemencement standardisé (tant au niveau du volume de l'inoculum que de la technique d'ensemencement), et est déterminée par comparaison de la densité de culture avec des abaques fournies par le fabricant.
La faible teneur en ions du milieu empêche l'envahissement par les Proteus.

## Composition et rôles des constituants
- Peptones 	4,0 g (Source d'azote )
- Extrait de viande 	3,0 g (source d'énergie, de carbone et ainsi que facteur de croissance)
- Peptone pepsique de viande 	4,0 g (source d'azote et de carbone)
- L-cystine 	0,128 g (facteur de croissance et indicateur de lecture)
- Lactose 	10,0 g (source d'énergie et de carbone)
- Bleu de bromothymol  	0,02 g (indicateur coloré de pH)
- Agar 	13,0 g (gélifiant)

Le pH final est de 7.3.

## Préparation
34,2 g par litre. Stérilisation classique.

## Lecture
La couleur des colonies permet de distinguer les bactéries capables de fermenter le lactose.
- Colonies jaunes : lactose +
- Colonies bleues ou vertes : lactose -